# Stephan Louis
Stephan Louis (* 26. Februar 1954 in Hamburg; † 25. Juli 2011 ebenda) war ein deutscher Unternehmer.

## Leben
Louis, 1954 in Hamburg geboren, studierte bis 1980 Betriebswirtschaftslehre und trat im Anschluss in das Motorradgeschäft Louis seines Vaters Detlev Louis ein. Das damals auf Motorradverkauf spezialisierte Geschäft mit Werkstatt wurde bis 1987 zu einem reinen Ausrüstung- und Zubehörhandel umgebaut. Gemeinsam mit seinem Vater und dem Mitgeschäftsführer Günther Albrecht konnte das Unternehmen in den 1990ern die deutschlandweite Marktführerschaft erreichen. Im Jahr 1997 kam noch ein Online-Handel dazu.
Louis reiste 1986 nach Sambia, wo er die Chimfunshi Schimpansen Farm kennenlernte. Er gründete bald darauf zusammen mit Günther Albrecht einen Verein zur Unterstützung dieser Schimpansen-Farm. Im Jahr 2010 schied er aus der Geschäftsführung aus, um sich stärker seinem Projekt widmen zu können. Er starb 2011 an einem Herzinfarkt.